# وافي عطا الله
وافي عطا الله (1979-) هو بروفيسور وطبيب جراح فلسطيني، ولد في مدينة غزة درس الإعدادية والثانوية في مدارسها، حاصل على درجة البكالوريوس بالطب من جامعة غازي في مدينة أنقرة، وتخصص في الجراحة العامة في جامعة مرمرة التركية. شغل منصب رئيس قسم الجراحة في مستشفى شهداء الأقصى في قطاع غزة عام 2010، ثم انتقل للعمل أستاذاً للجراحة العامة في كلية الطب في جامعة مرمرة، ثم أستاذاً مساعداً عام 2016، وفي عام 2021 أصبح بروفيسوراً في الجراحة، إلى جانب عمله كطبيب في مستشفى الأناضول.

## مساهماته الطبية
قدَّم العديد من الإختراعات الطبية والطرق العلاجية، منها:
- ابتكار طريقة لعلاج مرض الناسور باستخدام مادة كيميائية بدلاً من العملية الجراحية، وتم اعتماد طريقته في الدليل الدولي العام للجراحة، وقد تم تجربتها في أكثر من عشرين دولة في العالم مثل، ألمانيا وباكستان وإيطاليا ومصر.
- ابتكار عملية سميت باسم "عملية وافي" عام 2023، للتخفيف من مضاعفات مرضى سرطان القولون تجعل المريض يستغني عن الكيس الخارجي لإفراغ القولون.
- حاصل على براءة اختراع لجهاز يسمى "البيوفيد باك" عام 2020، والذي يعمل على حل مشكلة التغذية الرجعية لمرضى القولون.
- ابتكار جهاز طبي يساعد مرضى السلس البرازي على التخلص من مضاعفات المرض والتخفيف من أعراضه وعلاجه.

## الجوائز
نال العديد من الجوائز منها:
- الميدالية الذهبية لأفضل اختراع طبي للعام 2020، تم تقديمها خلال مشاركته في معرض إسطنبول الدولي الخامس للإختراعات.
- جائزة "الطبيب المبدع" من Doktor club Awards في تركيا لعام 2021، ونال لقب طبيب العام 2021، وذلك لإختراعه جهاز لمرضى السلس البرازي.

## مشاركاته
شارك في مؤتمرات دولية كثيرة، مثل:
1. مؤتمر قمة WORLD EXPO في روسيا.
2. مؤتمر الجراحة العامة في تركيا، وحصوله على جائزة أفضل بحث علمي عام 2022.
3. مؤتمر القولون والمستقيم في المؤتمر الدولي في أنطاليا، وحصوله على جائزة أفضل عرض.
4. نشر أكثر من خمسة وخمسين دراسة علمية في مجلات دولية محكمة.